# Rocca San Felice
Rocca San Felice est une commune italienne de la province d'Avellino, dans la région Campanie.

## Histoire
Jusqu'au XIXe siècle, Rocca San Felice faisait partie de la province de la Principauté ultérieure. Pendant la période de quatre ans 1743-1746, son territoire fut soumis à la juridiction du consulat commercial royal d'Ariano.
- Le château de Rocca San Felice (IXe et XIIe siècles).

## Administration
| Période                                  | Période | Identité | Étiquette | Qualité |
| ---------------------------------------- | ------- | -------- | --------- | ------- |
|                                          |         |          |           |         |
| Les données manquantes sont à compléter. |         |          |           |         |

### Communes limitrophes
Frigento, Guardia Lombardi, Sant'Angelo dei Lombardi, Sturno, Villamaina

## Quelques vues

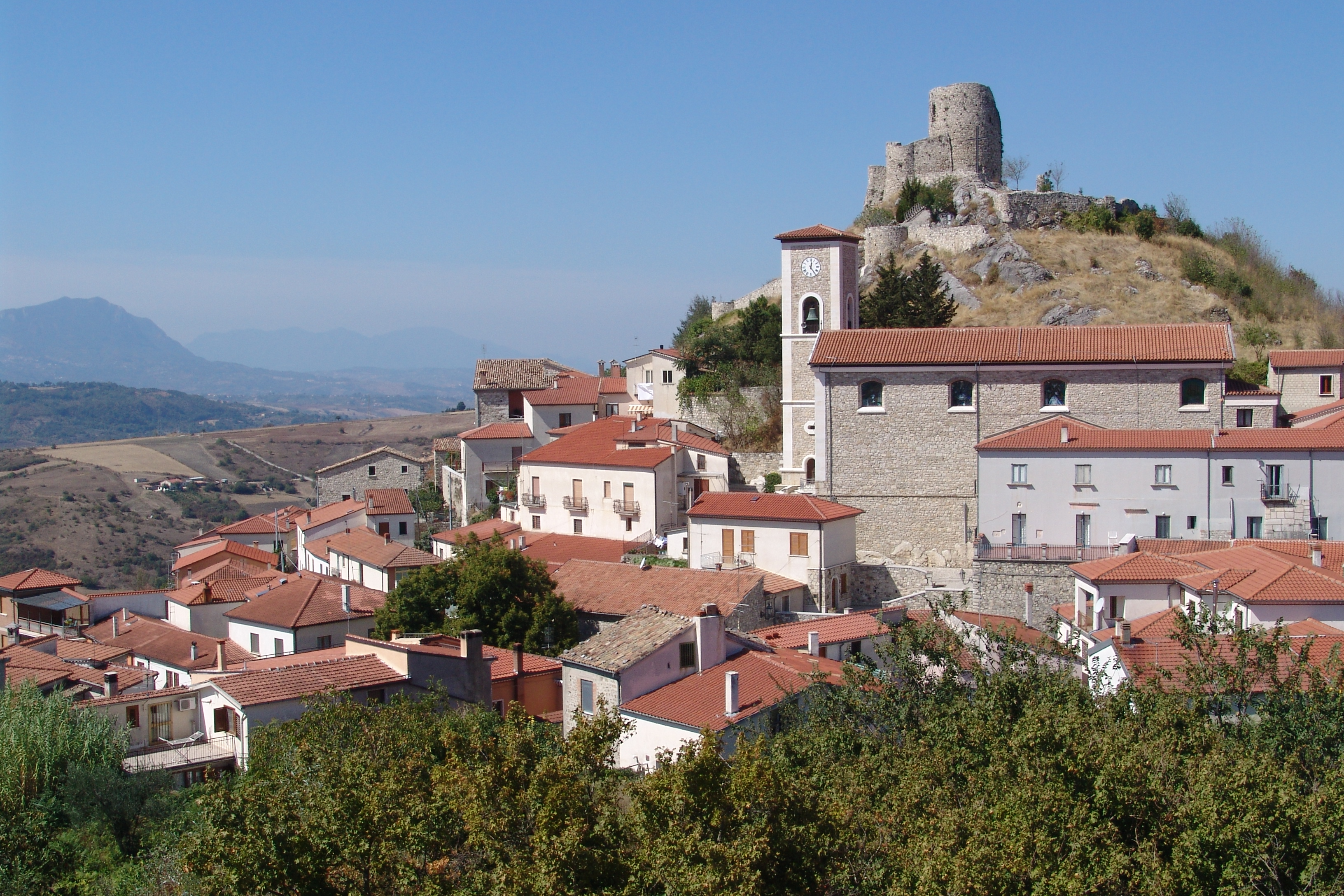
Panorama
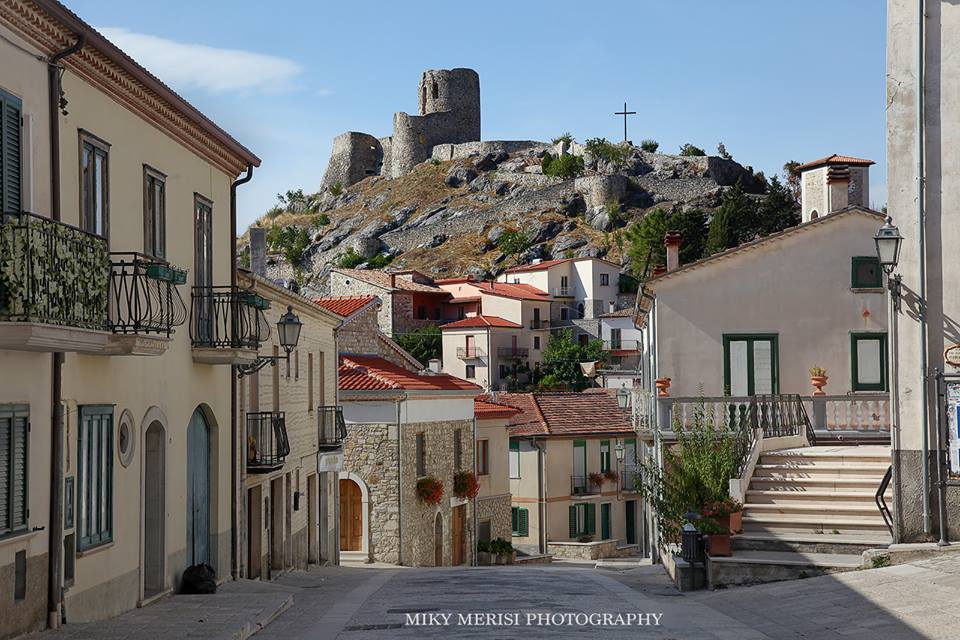
Le bourg
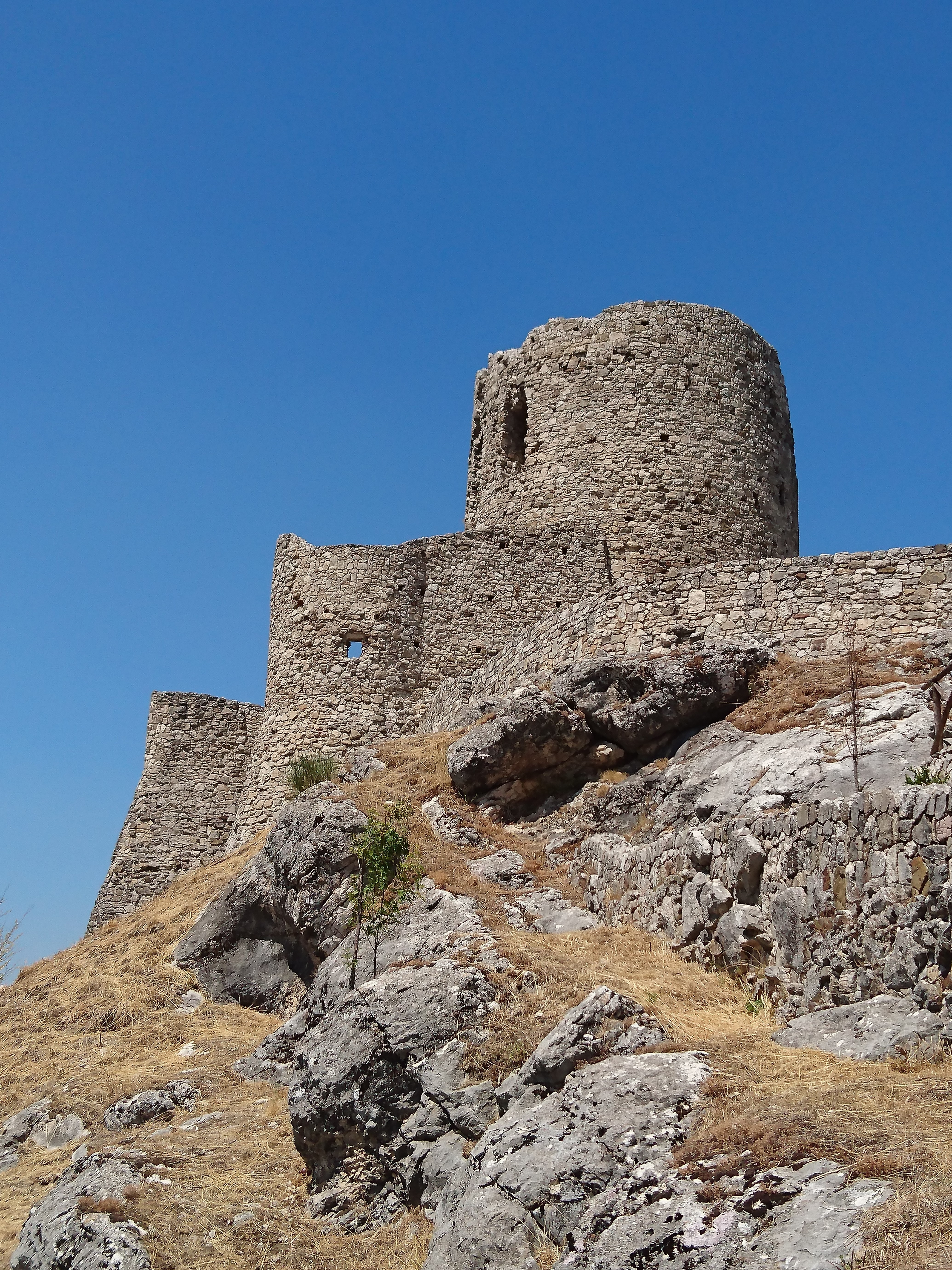
Le vieux château médiéval